# Asclerocheilus heterochaetus
Asclerocheilus heterochaetus är en ringmaskart som beskrevs av Kudenov och Blake 1978. Asclerocheilus heterochaetus ingår i släktet Asclerocheilus och familjen Scalibregmatidae. Inga underarter finns listade i Catalogue of Life.